# Meyrianne Héglon
Pour les articles homonymes, voir Willemsen.
Marie-Antoinette Willemsen dite Meyrianne Héglon puis Héglon-Leroux, née le 21 juin 1867 à Bruxelles et morte le 11 janvier 1942 dans cette même ville, est une artiste lyrique, mezzo-soprano, belge d'origine danoise. Elle épouse le compositeur Xavier Leroux.

## Biographie
Elle étudie avec Marie Sax et avec Barthot, Tequi et Louis-Henri Obin et poursuit ses études avec Rosine Laborde. Elle fait ses débuts à l'Opéra de Paris en novembre 1890, dans le rôle de Maddalena dans Rigoletto.
Elle chante à la Monnaie en 1894-1895 et plus tard en 1901-1902. Elle se produit comme artiste invitée à Gand en 1898-1899.
Meyrianne Héglon, apparaît fréquemment à l'Opéra de Paris de 1897 à 1907. Le 7 avril 1898 à l'Opéra de Paris, elle chante lors de la première mondiale de Tre pezzi sacri de Verdi, avec elle et Marie Delna comme mezzi et Aino Acté et Louise Grandjean comme sopranos, dans le cadre des concerts de la Société des Concerts du Conservatoire, sous la direction de Paul Taffanel. Elle chante le rôle d'Omphale dans la première d'Astarté de Xavier Leroux en 1901, avec Louise Grandjean, Albert Alvarez, Francisque Delmas.
Meyrianne Héglon fait une grande partie de sa carrière à l’opéra de Monte-Carlo. Le 4 octobre 1898, elle signe un contrat pour trois représentations d'Amneris, en italien et quatre pour la création du rôle-titre de Messaline d'Isidore de Lara. Héglon bénéficie d'un soutien considérable de Camille Saint-Saëns et y chante Dalila en 1904.
Elle apparaît en 1898 dans le rôle d'Anne Boleyn dans Henry VIII à Covent Garden où elle apparaît le 13 juillet 1899 dans le rôle-titre de Messaline avec Albert Alvarez dans le rôle d'Hélion et Maurice Renaud celui d'Harès. Elle chante également dans les principaux opéras de Belgique, lors de gala, Rigoletto en 1904 au Théâtre Royal d'Anvers. À l'Opéra-Comique, elle crée le rôle de La Vougne dans Miarka, le 7 novembre 1905 et fait également cette création à Londres.
Après sa retraite de la scène, elle enseigne le chant et parmi ses élèves les plus notables, la soprano française Ninon Vallin.
Le 8 avril 1917, son mari Xavier Leroux dirige son œuvre Les Cadeaux de Noël, Les artistes participants, Monin, Stura, Vellini et Coste, sont tous des élèves de Meyrianne Héglon. Le 6 avril 1918, elle sort de sa retraite pour chanter le rôle de La Mère dans 1814, une autre œuvre de son mari Leroux.
Elle a réalisé quatre enregistrements rares de G & T en 1904. Sa voix peut être écoutée sur l'album d'anthologie The Record of Singing Volume I (1899-1919).
En 1910, elle réside avec son mari Xavier Leroux 64 rue Cortambert (16e arrondissement de Paris).

## Répertoire
- Cassandre Les Troyens
- Uta Sigurd
- Edwige Guillaume Tell
- Amneris Aida
- Dalila Samson et Dalila
- Fricka Die Walküre
- Yamina La Montagne Noire
- La Reine Hamlet
- Anne Henri VIII
- Fides Le Prophète

## Créations
À l'Opéra de Paris :
- 1893 : Schwertleite de Die Walküre, 12 mai
- 1894 : Myrtale de Thais, 16 mars
- 1894 : Ourvaci de Djelma, 25 mai
- 1894 : Emilia d'Otello, 10 oct
- 1895 : Dara de La Montagne noire, 8 février[5].
- 1898 : Pyrrha de La Burgonde, 23 décembre
- 1901 : Omphale de Astarté de Xavier Leroux, février
- 1901 : rôle-titre de Frédégonde
- 1901 : Livie de Les Barbares, 23 octobre
- 1902 : Erda de Siegfried, 3 janvier[6].
- Liba de La Cloche du Rhin
- Le rôle-titre de Theodora

## Hommages
Elle est dédicataire de plusieurs mélodies : Augusta Holmès lui dédie L'Étoile du matin, Camille Saint-Saëns lui dédie Lever de soleil sur le Nil. Son époux, Xavier Leroux, lui dédie son opéra Astarté.